# Paraphenice sierraleonensis
Paraphenice sierraleonensis är en insektsart som beskrevs av Frederick Arthur Godfrey Muir 1926. Paraphenice sierraleonensis ingår i släktet Paraphenice och familjen Derbidae. Inga underarter finns listade i Catalogue of Life.